# Лоті (Флорида)
Лоті (англ. Lawtey) — місто (англ. city) в США, в окрузі Бредфорд штату Флорида. Населення — 636 осіб (2020).

## Географія
Лоті розташоване за координатами 30°2′51″ пн. ш. 82°4′20″ зх. д. / 30.04750° пн. ш. 82.07222° зх. д. (30.047451, -82.072123).  За даними Бюро перепису населення США в 2010 році місто мало площу 3,73 км², уся площа — суходіл.

## Демографія
Згідно з переписом 2010 року, у місті мешкало 730 осіб у 293 домогосподарствах у складі 193 родин. Густота населення становила 196 осіб/км².  Було 341 помешкання (92/км²).
Расовий склад населення:
| - 60,7 % — білих - 35,9 % — чорних або афроамериканців - 0,8 % — вихідців з тихоокеанських островів - 0,4 % — корінних американців - 0,4 % — азіатів |

До двох чи більше рас належало 1,4 %. Частка іспаномовних становила 2,1 % від усіх жителів.
За віковим діапазоном населення розподілялося таким чином: 24,0 % — особи молодші 18 років, 58,1 % — особи у віці 18—64 років, 17,9 % — особи у віці 65 років та старші. Медіана віку мешканця становила 42,3 року. На 100 осіб жіночої статі у місті припадало 91,1 чоловіків;  на 100 жінок у віці від 18 років та старших — 86,2 чоловіків також старших 18 років.
Середній дохід на одне домашнє господарство  становив 37 507 доларів США (медіана — 30 769), а середній дохід на одну сім'ю — 46 229 доларів (медіана — 44 107). За межею бідності перебувало 29,1 % осіб, у тому числі 38,5 % дітей у віці до 18 років та 33,3 % осіб у віці 65 років та старших.
Цивільне працевлаштоване населення становило 423 особи. Основні галузі зайнятості: освіта, охорона здоров'я та соціальна допомога — 25,8 %, роздрібна торгівля — 18,7 %, публічна адміністрація — 17,7 %.